# Pouzdro polovodičové součástky
Pouzdro polovodičové součástky je kovový, plastový, skleněný nebo keramický obal obsahující jednu nebo více diskrétních polovodičových součástek nebo celých čipů; ty jsou vytvořeny na polovodičovém waferu (obvykle křemíkovém) a následně rozřezány, bondovány, testovány a opatřeny pouzdrem. Pouzdro umožňuje manipulaci se součástkou, chrání ji proti nepříznivým vlivům, např. mechanickým nárazům, chemickému znečištění a světlu, pomáhá rozptylovat teplo vytvářené zapouzdřenými součástkami, k čemuž může sloužit i chladič, a především umožňuje zapojení do obvodu, např. do plošného spoje. K tomuto účelu je pouzdro opatřeno vývody, které mohou mít podobu kolíků, plošek nebo kuliček. Za dobu výroby polovodičových součástek se používaly tisíce typů pouzder. Některé jsou definovány mezinárodními, národními nebo průmyslovými normami, ostatní jsou specifické pro jednotlivé výrobce.

## Funkce pouzdra
Pouzdro polovodičové součástky může mít od dvou vývodů u diod, po stovky vývodů u moderních mikroprocesorů. Velmi malá pouzdra mohou být nesena pouze vývody součástky. Větší součástky, určené pro aplikace s vysokým výkonem, se instalují na pečlivě navržené chladiče, takže mohou rozptylovat stovky nebo tisíce wattů odpadního tepla.
Kromě toho, že poskytuje spojení s polovodičem a odvod odpadního tepla, musí pouzdro polovodičové součástky chránit čip před vlivy okolního prostředí, obzvláště vnikání vlhkosti. Drobné částice nebo produkty koroze v pouzdře by mohly zhoršovat vlastnosti součástky nebo způsobit její selhání. Hermeticky uzavřené pouzdro v zásadě znemožňuje výměnu plynů s okolím; taková konstrukce vyžaduje skleněné, keramické nebo kovové uzavření.

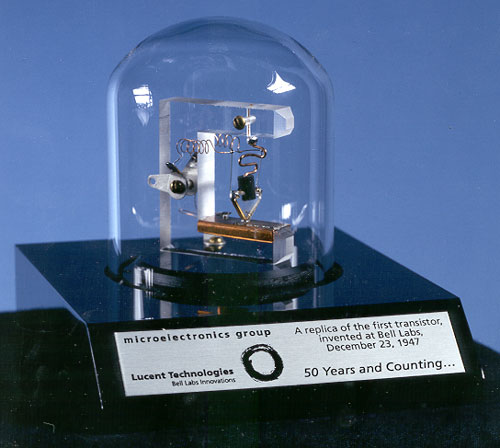
Tato replika prvního laboratorního tranzistoru ukazuje propojovací vodiče a skleněnou nádobu sloužící jako ochrana; rozumné balení součástky bylo rozhodující pro její úspěch.

### Kód data výroby
Výrobci obvykle tisknou - pomocí inkoustu nebo laserového značení - na obal logo výrobce a typové označení součástky, aby bylo možné množství nekompatibilních součástek zapouzdřených do relativně malého počtu druhů pouzder snadno rozlišit.
Označení zpravidla obsahuje také kód data výroby, obvykle ve tvaru YYWW kde YY jsou poslední dvě číslice kalendářního roku a WW je dvoumístné číslo týdne, zpravidla ISO číslo týdne.
U velmi malých pouzder se používají dvoumístné kódy data výroby.
Jeden z nich má tvar YW,
kde Y je poslední číslice roku (0 až 9) a W začíná jedničkou na začátku roku a zvyšuje se každých 6 týdnů (tj. hodnota W je 1 až 9).
Jiný dvoumístný kód data je RKM kód data výroby, s formátem YM,
kde Y je jedno z 20 písmen, která se opakují v cyklu o délce 20 let (například „M“ bylo používáno v letech 1980, 2000, 2020, atd.)
a M indikuje měsíc výroby (číslice 1 až 9 jsou pro leden až září, písmeno O znamená říjen, N listopad a D prosinec).

## Vývody
Pro vodivé propojení mezi čipem a vývody pouzdra se používá bondování – velmi tenké vodiče, které spojují vodivé plošky na polovodičovém čipu s vývody pouzdra.
Vývody vně pouzdra mohou být zapájené do plošného spoje; dříve se používaly též pájecí svorkovnice. Moderní součástky pro povrchovou montáž (SMT) prakticky odstraňují potřebu vrtat otvory v deskách plošných spojů, a mají krátké kovové vývody nebo plošky na pouzdře, které se připojují přetavením pájky v pájecí peci. Letecká zařízení v plochých pouzdrech Flatpack používala ploché kovové vývody připojené k obvodové desce bodovým svářením, nyní však již tento typ konstrukce není obvyklý.

## Patice
První polovodičové součástky byly často zapojovány pomocí patic, stejně jako vakuové elektronky. Se zlepšováním kvality a spolehlivosti součástek začaly být patice zbytečné, a součástky byly přímo pájené do desek plošných spojů. Proto pouzdra musí vydržet vysoké teplotní gradienty při pájení, aniž by působila mechanické namáhání polovodičového čipu nebo jeho vývodů.
Pro experimentální, prototypové nebo vzdělávací aplikace, pro testovací zařízení a pro velmi drahé obvody, např. mikroprocesory, jejichž výměna je stále hospodárnější než náhrada celého výrobku, stejně jako pro aplikace, kde čip obsahuje Firmware nebo jedinečná data, která je třeba měnit nebo obnovovat během života výrobku, se stále používají patice. Pro součástky se stovkami vývodů mohou být používány patice s nulovou silou, které se používají také v zařízeních pro testování nebo programování součástek.

## Materiály pouzdra
Pouzdra mnoha součástek jsou odlita z plastů na bázi epoxidové pryskyřice, které poskytují dostatečnou ochranu polovodičových součástek, a mechanickou pevnost pro vývody a pro manipulace s pouzdrem. Plastová pouzdra mohou být z kresol-novolaku, siloxanového polyimidu, polyxylylenu, silikonů, polyepoxidů a bisbenzocyclo-butenu. Některé součástky, určený pro vysoce spolehlivé nebo letecké aplikace nebo do prostředí, kde jsou vystaveny záření, používají keramická pouzdra s kovovými víčky, která jsou po montáž připájena nebo těsnění ze skleněné frity. Celokovová pouzdra se často používají pro součástky s vysokým výkonem (několik wattů nebo více), protože dobře vedou teplo a umožňují snadnou montáž na chladič. Pouzdro často zároveň tvoří jeden z kontaktů součástky. Materiál vývodů musí být zvolen tak, aby koeficient teplotní roztažnosti vyhovoval materiálu pouzdra.
Velmi málo časných polovodičových součástek bylo pouzdřeno do miniaturních skleněných pouzder, ze kterých byl vyčerpán vzduch, jako z klasických žárovek; taková nákladná pouzdra se stala zastaralými s příchodem povrchové pasivace a zdokonalených výrobních technik. Skleněná pouzdra se stále často používají pro diody, a skleněné těsnění se používá u kovových pouzder tranzistorů.
Materiály pouzder pro dynamické paměti s vysokou hustotou musí mít nízkou úroveň pozadí radiace; jediná částice alfa emitovaná materiálem pouzdra může způsobit změnu hodnotu jednoho bitu a tranzientní chyby paměti (měkké chyby).
Pro kosmické lety a vojenské aplikace se tradičně používají hermeticky balené mikroobvody (HPM).
Většina moderních integrovaných obvodů je však dostupná pouze ve formě mikroobvodů zapouzdřených v plastu (PEM).
Při dodržení patřičných výrobních postupů a použití řádně kvalifikovaných výrobků mohou být i PEM používány pro kosmické lety.

## Hybridní integrované obvody

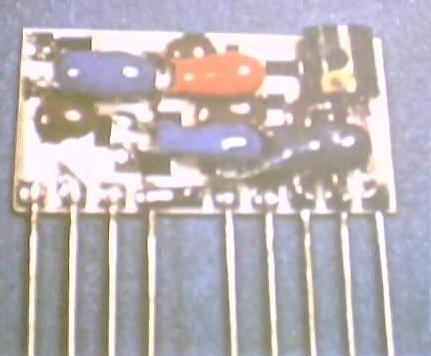
Hybridní integrovaný obvod

Více polovodičových čipů i diskrétních součástek může být sestaveno na keramickém substrátu a propojeno vodiči. Substrát nese vývody pro propojení s externími obvody, a celek je uzavřen ve svařeném nebo fritovém pouzdře. Takové součástky se používají, pokud pokud požadavky překračují parametry (rozptyl tepla, šum, napětí, svodový proud nebo jiné vlastnosti), které jsou dostupné v integrovaném obvodu na jednom čipu nebo pro míchání analogových a digitálních funkcí v jednom pouzdře. Výroba takových pouzder je relativně nákladná, ale mají většinu ostatních výhod integrovaných obvodů.
Moderním příkladem vícečipových pouzder integrovaných obvodů mohou být určité modely mikroprocesorů, které mohou obsahovat samostatné čipy, např. pro cache paměť uvnitř stejného pouzdra.
V technice zvané flip čip se čipy digitálního integrovaného obvodu obracejí horní stranou dolů a jsou přímo pájené na nosný modul, na kterém jsou naneseny kapičky pájky. Tato technika se používá pro montáž do velkých systémů. Tuto technologii používala společnost IBM při výrobě počítačů IBM System/360.

## Speciální pouzdra
Pouzdra některých polovodičových součástek mohou mít speciální vlastnosti. Součástky, které produkují na přijímají světlo, musí mít v pouzdře průhledné okénko; jiné součástky např. tranzistory by naopak byly rušeny rozptýleným světlem a proto vyžadují neprůhledné pouzdro. Paměti EPROM, které lze vymazat ultrafialovým světlem před novým naprogramováním musí mít okénko z křemenného skla, které umožňuje přístup ultrafialového světla . Integrované obvody snímající tlak musí mít na pouzdře místo, ke kterému se přivádí plyn nebo kapalina, jejichž tlak se má zjišťovat.
Pouzdra pro mikrovlnné součástky musí být uspořádána tak, aby jejich vývody měly minimální parazitní indukčnosti a kapacity. Součástky s velmi vysokou impedancí a ultranízkým svodovým proudem vyžadují pouzdra, která zabraňují průchodu bludných proudů, a mohou také mít ochranné prstence okolo vstupních svorek. Speciální izolační zesilovače obsahují vysokonapěťové izolační bariéry mezi vstupem a výstupem, které umožňují jejich připojení k obvodům pod napětím 1 kV i více.
Úplně první hrotové tranzistory používaly kovová kazetová pouzdra, která bylo možné otevřít a upravit polohu kontaktu s krystalem germania; takovéto součástky se používaly pouze krátkou dobu, protože byly vyvinuty spolehlivější, méně pracné typy.

## Standardy
Stejně jako u vakuových elektronek jsou pouzdra polovodičových součástek popsána v normách národních nebo mezinárodních průmyslových sdružení např. JEDEC, Pro Electron nebo EIAJ případně mohou být proprietární pro jediného výrobce.

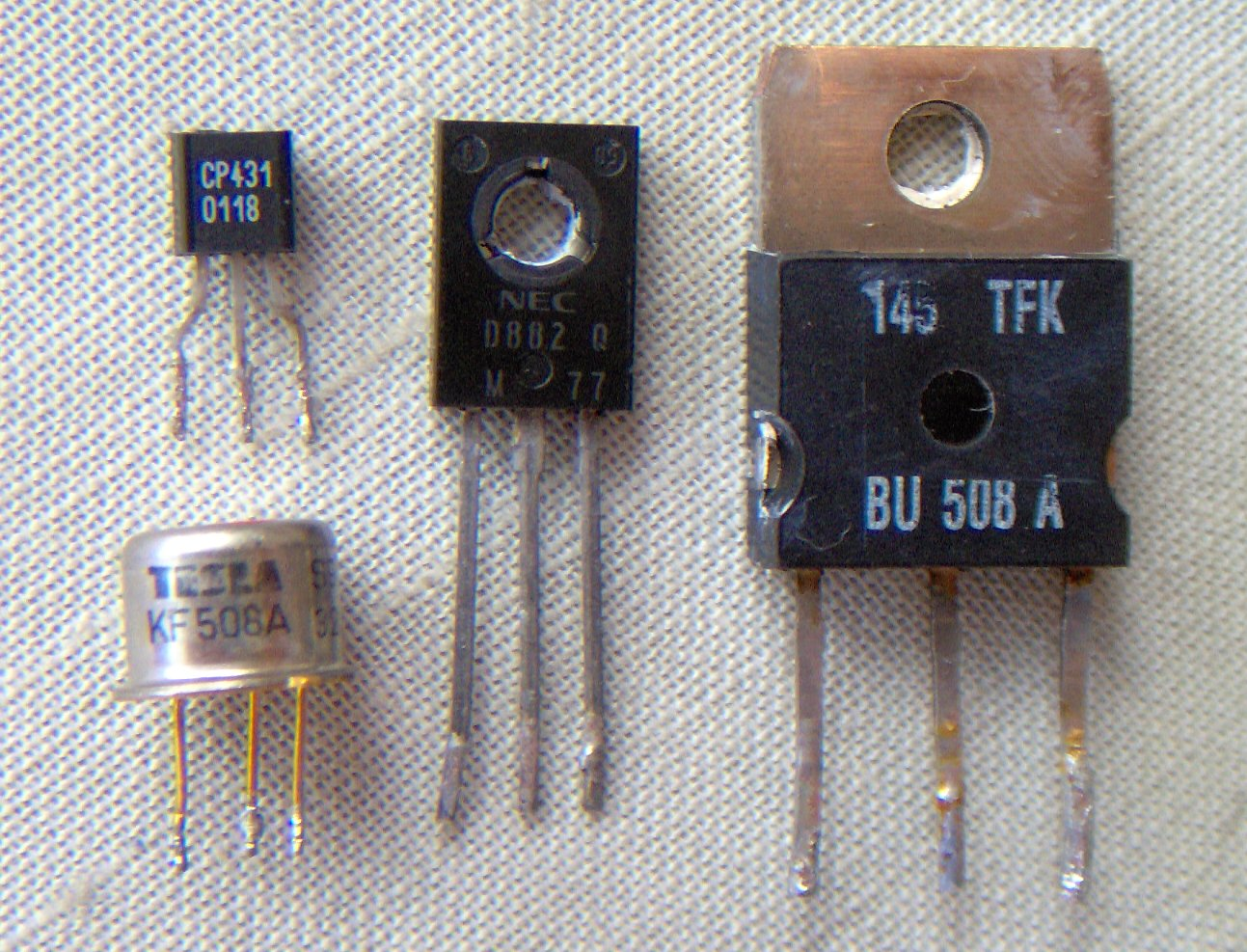
Různé diskrétní součástky pro klasické osazování plošných spojů do vyvrtaných otvorů.
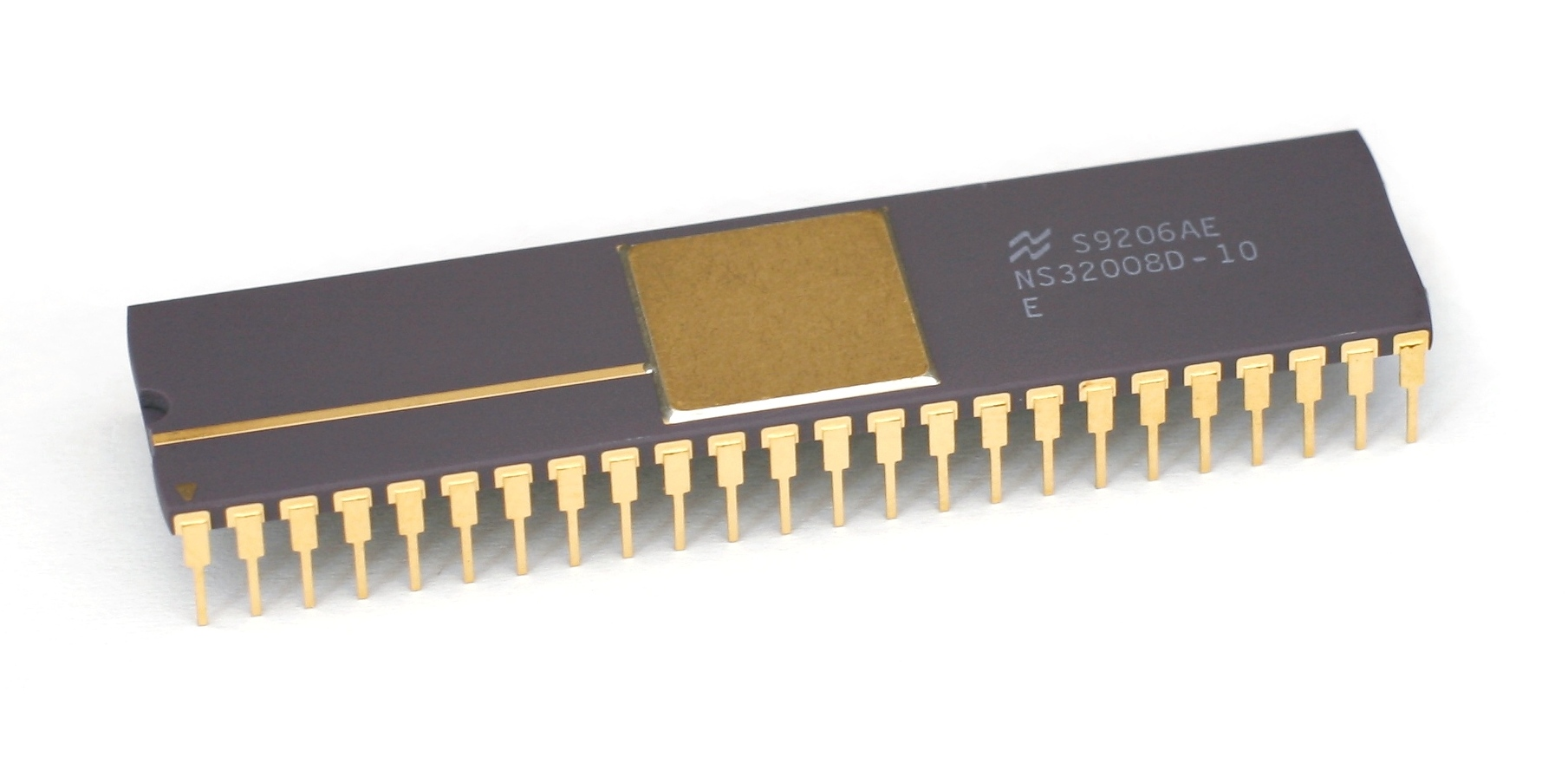
Mikroprocesor v keramickém pouzdře dual in-line package s 48 vývody.
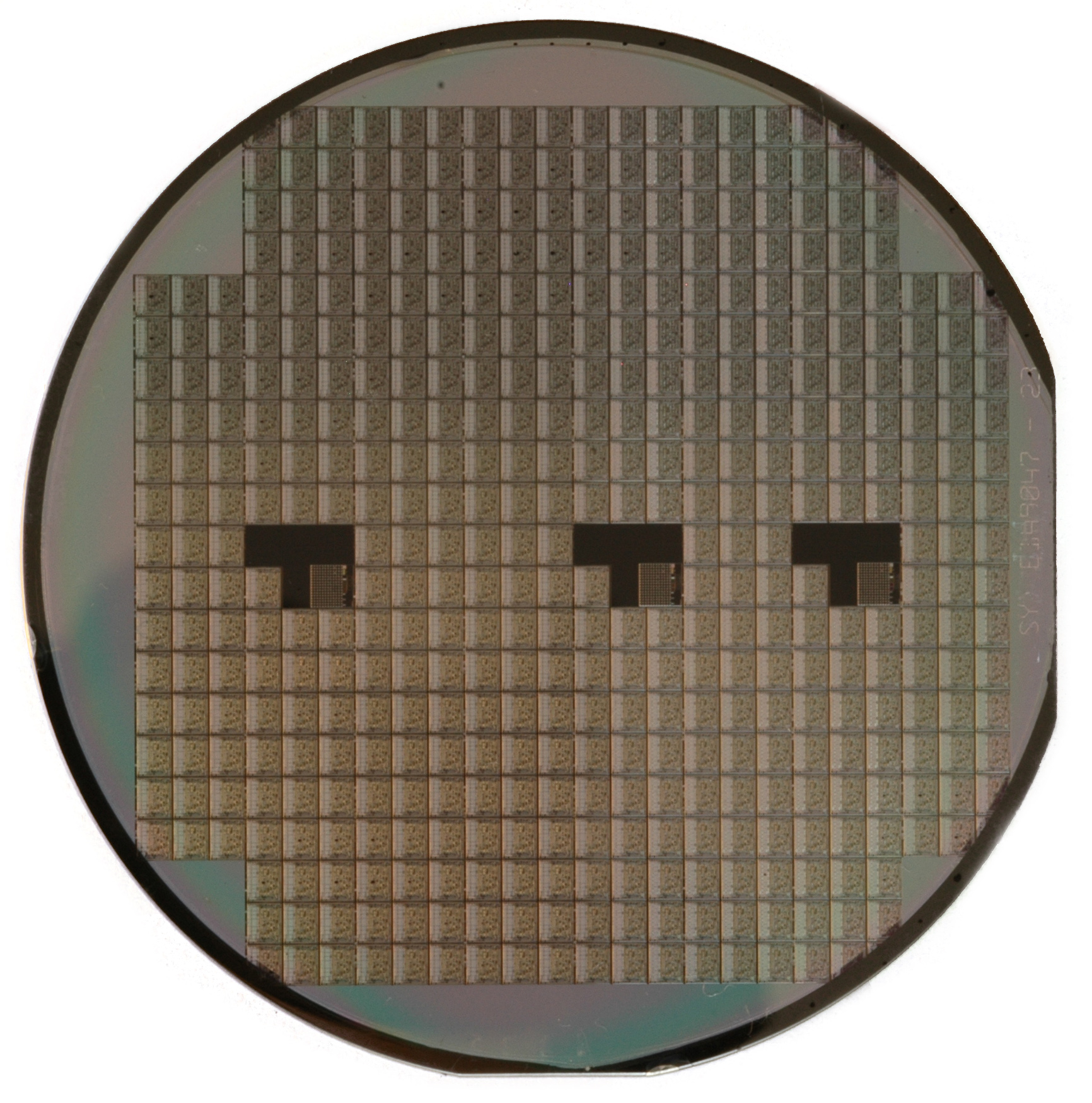
Křemíkový wafer je třeba rozřezat na jednotlivé čipy (každý čtvereček je VLSI čip), přibondovat k vývodům a zapouzdřit.
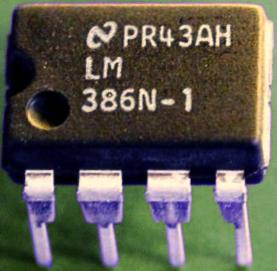
Plastové pouzdro dual-in-line analogového integrovaného obvodu. Lze jej nainstalovat do patice nebo přímo pájet na desku plošných spojů.
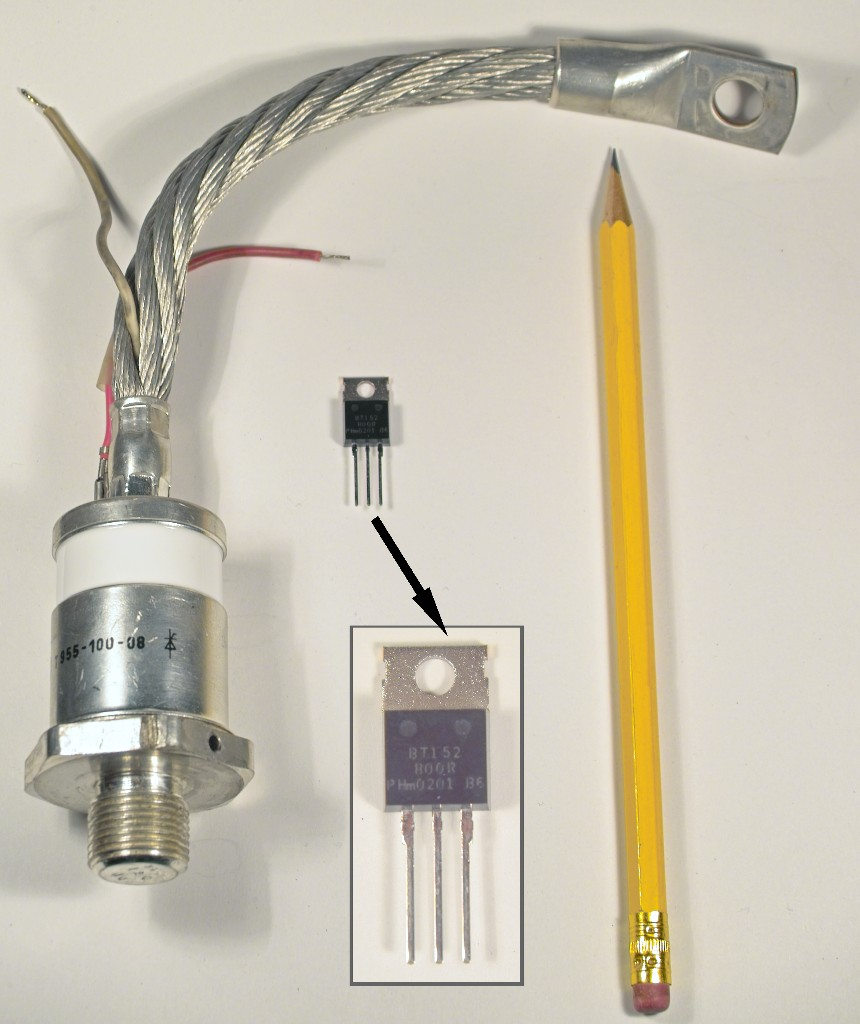
Tyristor pro malé proudy uprostřed v porovnání s provedením pro velké výkony se závitovým kolíkem pro upevnění k chladiči a vývodem tvořeným lankem; toto provedení se používá pro součástky pracující s proudy stovky ampér.